# Curt Badinski
Curt Badinski (* 17. Mai 1890 in Grebenstein; † 27. Februar 1966 in Oldenburg) war ein deutscher Generalleutnant im Zweiten Weltkrieg.

## Leben
Badinski trat am 15. Januar 1910 als Fahnenjunker in das Lauenburgische Jäger-Bataillon Nr. 9 der Preußischen Armee in Ratzeburg ein. Hier wurde er am 16. Juni 1911 zum Leutnant befördert und in der Folgezeit als Zugführer verwendet.
In dieser Funktion rückte er mit seinem Bataillon nach Ausbruch des Ersten Weltkriegs im Verbund mit der 17. Infanterie-Division in das neutrale Belgien ein, nahm an der Eroberung von Lüttich und an der Schlacht bei Mons teil. Am 26. August 1914 übertrug man ihm die Führung der MG-Kompanie. Nach dem Gefecht bei Gandelu wurde ihm das Eiserne Kreuz II. Klasse und nach dem Gefecht von Dompierre der Bayerische Militär-Verdienstorden IV. Klasse mit Schwertern verliehen. Am 10. Februar 1915 stieg Badinski zum Adjutant auf. Am 29. Juni 1915 wurde er durch einen Granatsplitter so schwer verwundet, dass er ins Lazarett nach Saarburg transportiert werden musste. Nach seiner Gesundung war er zunächst beim Ersatz-Truppenteil und kehrte zum 4. Januar 1916 in seine alte Stellung als Bataillonsadjutant zurück. Badinski leitete den Großen Zapfenstreich vor dem Brüsseler Schloss anlässlich des Geburtstags des Kaisers am 27. Januar 1916. Ihm wurde das Hamburger Hanseatenkreuz verliehen. Am 18. August 1916 folgte seine Beförderung zum Oberleutnant und er übernahm am 2. September als Führer die neu aufgestellte 2. MG-Kompanie. Von Mitte Januar bis Anfang April war Badinski als MG-Offizier beim Stab der 302. Infanterie-Division, erhielt zwischenzeitlich am 27. Januar das Eiserne Kreuz I. Klasse und fungierte dann bis 28. April 1917 als Führer der Radfahr-Kompanie des Jäger-Bataillons Nr. 9. Anschließend folgte seine Versetzung als Adjutant zur selbständigen 22. Infanterie-Brigade. Von Mitte Mai bis August 1918 absolvierte Badinski den Führer-Kursus des Armeeoberkommandos 11 und wurde dann als Dritter Generalstabsoffizier zum Generalkommando z. b. V. Nr. 62 kommandiert.
Nach Ende des Krieges wechselte er in die Reichswehr und wirkte u. a. als Kompaniechef in verschiedenen Infanterieregimentern.
In Allenstein und Ortelsburg war Badinski garnisoniert, als er die Erinnerungsblätter des Jäger-Feld-Bataillons Nr. 9. Weltkrieg 1914–1918. verfasste. Der Lauenburgische Heimatverlag in Ratzeburg verlegte sie in zwei Bänden, die in den Jahren 1932 und 1933 erschienen.
Er führte im Zweiten Weltkrieg als Kommandeur die 23. Infanterie-Division, die 292. Infanterie-Division, die 269. Infanterie-Division sowie seit November 1943 die in Südwestfrankreich neu aufgestellte 276. Infanterie-Division.
Während der Kämpfe im Kessel von Falaise geriet Badinski in alliierte Kriegsgefangenschaft, aus der er am 21. Juni 1947 entlassen wurde.

## Auszeichnungen
- Eisernes Kreuz (1914) II. und I. Klasse
- Ritterkreuz des Königlichen Hausordens von Hohenzollern mit Schwertern[1]
- Verwundetenabzeichen (1918) in Schwarz[1]
- Kreuz für treue Dienste[1]
- Österreichisches Militärverdienstkreuz III. Klasse mit Kriegsdekoration[1]
- Eiserner Halbmond[1]
- Bulgarischer Militärorden für Tapferkeit IV. Klasse, II. Stufe[1]
- Spange zum Eisernen Kreuz II. und I. Klasse
- Ritterkreuz des Eisernen Kreuzes am 11. Oktober 1941[2]

## Werke
- Aus großer Zeit. Erinnerungsblätter des Jäger-Feld-Bataillons Nr. 9. Weltkrieg 1914–1918. Band 1. Lauenburgischer Heimatverlag. Ratzeburg 1932.
- Aus großer Zeit. Erinnerungsblätter des Jäger-Feld-Bataillons Nr. 9. Weltkrieg 1914–1918. Band 2. Lauenburgischer Heimatverlag. Ratzeburg 1933.